# Ken Burns (Schiedsrichter)
Kenneth „Ken“ Howard Burns (* 1931; † 20. September 2016) war ein englischer Fußballschiedsrichter.

## Sportlicher Werdegang
Burns rückte Anfang der 1960er Jahre in der Kreis der Schiedsrichter der Football League auf. Im Endspiel um den FA Cup 1968/69 kam er erstmals im Wembley-Stadion zum Einsatz, als Linienrichter unterstützte er George McCabe beim 1:0-Sieg von Manchester City über Leicester City am 26. April 1969. Beim Wettbewerb vier Jahre später war er selbst Hauptschiedsrichter und leitete einen 1:0-Erfolg des AFC Sunderland über Leeds United. Bereits 1969 oblag ihm das Spiel um den FA Charity Shield, Meister Leeds Unitedhatte sich dabei mit einem 2:1-Erfolg gegen Pokalsieger Manchester City durchgesetzt.
Nachdem Burns bereits Ende der 1960er auf die FIFA-Schiedsrichterliste aufgenommen worden war, debütierte er am 22. Mai 1971 beim Duell zwischen der nordirischen Nationalmannschaft und der Auswahl von Wales im Rahmen des British Home Championships als Länderspielschiedsrichter. Bis zu seinem altersbedingten Karriereende 1978 leitete er Spiele auf internationaler Ebene, darunter auch Qualifikationsspiele zu den Europameisterschaften 1972 und  1976 sowie zur WM-Endrunde 1978. Am 30. Juni 1973 pfiff er das zum 100. Geburtstag der Scottish Football Association angesetzte Spiel zwischen Schottland und dem amtierenden Weltmeister Brasilien im Glasgower Hampden Park, das die Südamerikaner nach einem Eigentor von Derek Johnstone mit einem 1:0-Erfolg für sich entschieden. Auch auf Vereinsebene wurden ihm im Europapokal bedeutende Partien übertragen, mehrmals pfiff er in Viertel- und Halbfinals. 1976 pfiff er das Hinspiel um den UEFA Super Cup, als der FC Bayern München sich gegen den späteren Titelträger RSC Anderlecht mit einem 2:1-Heimsieg im Olympiastadion München durchsetzte. Eine Teilnahme an einem Endrundenturnier blieb dem hauptberuflichen Juristen jedoch verwehrt, insbesondere da England mit John Taylor – Finalschiedsrichter des Weltmeisterschaftsturniers 1974 – seinerzeit über einen der weltweit führenden Schiedsrichter verfügte.